# Kraniosakrální biodynamika
Kraniosakrální biodynamika, kraniosakrální terapie (CST) (zkráceně kranio) je forma alternativní terapie, která využívá jemný dotek k palpaci lebečních švů. Vychází ze základních mylných představ o fyziologii lidské lebky a je propagována jako panacea na různé zdravotní potíže.

## Historie
CST vynalezl v 70. letech 20. století osteopat John Upledger jako odnož kraniální osteopatie, kterou ve 30. letech 20. století vymyslel William Garner Sutherland. Při pohledu na vypreparovanou lebku Sutherlanda zaujala myšlenka, že lebeční švy spánkových kostí v místě, kde se stýkají s temenními kostmi, jsou „zkosené jako žábry ryby, což naznačuje kloubní pohyblivost pro dýchací mechanismus“. Vytvořil teorii o tom, jak centrální systém mezi craniem (lebkou) a sacrem (kostí křížovou) a jejich pohyb v tekutinách ovlivňuje lidskou bytost. Domníval se, že lebeční kosti ve skutečnosti nejsou srostlé, ale že se pohybují a že tento pohyb indikuje respirační (dechový) systém. Stejně tak vytvořil teorii o síle, která pohybuje potencí (bioenergií), tekutinami, tkáněmi a kostmi. Tyto pohyby mají být způsobeny pohybem základní životní síly, kterou nazval „dech života“, a jsou údajně projevem základních samoléčivých a samoregulačních sil v těle.
Základní koncepty kraniální osteopatie a CST jsou v rozporu se známou anatomií a fyziologií lidské lebky, mozku a páteře.
V letech 1975–1983 John Upledger a neurofyziolog a histolog Ernest W. Retzlaff působili na Michiganské státní univerzitě jako kliničtí výzkumníci a profesoři. Sestavili výzkumný tým, který dále studoval Sutherlandovu teorii pohybu lebečních kostí. Upledger a Retzlaff publikovali své výsledky, které interpretovali jako podporu jak konceptu pohybu lebečních kostí, tak konceptu lebečního rytmu. Pozdější nezávislé recenze těchto studií dospěly k závěru, že nepředstavují skutečný důkaz pro účinnost kraniosakrální terapie ani pro existenci pohybu lebečních kostí.
John Upledger přirovnával CST ke kraniální osteopatii a napsal:
„Objev Dr. Sutherlanda týkající se pružnosti lebečních švů vedl k počátkům výzkumu, který stál u zrodu kraniosakrální terapie – oba přístupy ovlivňují lebku, křížovou kost a kostrč - tím podobnosti končí.“ Současní kraniální osteopati však z velké části považují obě praxe za stejné, ale „kraniální osteopatie byla vyučována neosteopatům pod názvem kraniosakrální terapie“.

## Princip
Stejně jako u mnoha dalších metod alternativní medicíny věří vyznavači CST, že jsou všechny nemoci způsobeny energetickými nebo tekutinovými blokádami, které lze uvolnit fyzickou manipulací.

Praktici kraniální osteopatie i kraniosakrální terapie tvrdí, že existují malé, rytmické pohyby lebečních kostí, které se připisují tlaku mozkomíšního moku nebo arteriálnímu tlaku, a které mohou odhalit a napravit. Předpokladem CST je, že palpací lebky lze zjistit tyto rytmické pohyby lebečních kostí a selektivním tlakem s nimi lze manipulovat tak, aby se dosáhlo terapeutického výsledku.

Nicméně neexistují žádné důkazy o tom, že by se kosti lidské lebky daly takovou manipulací rozhýbat.

## Příznivci a kritici
Praktici CST tvrdí, že je účinná při léčbě široké škály onemocnění, a někdy tvrdí, že je to lék na rakovinu nebo dokonce všelék. Praktici obhajují použití CST zejména u dětí. Americká onkologická společnost varuje, že by se CST nikdy neměla používat u dětí mladších dvou let. Pediatři vyjádřili obavy z poškození, které může CST způsobit dětem a kojencům.

CST je potenciálně škodlivá, byly zaznamenány případy, kdy lidé s poraněním hlavy utrpěli v důsledku CST další zranění. Pokud se CST používá jako alternativa legitimní terapie závažného onemocnění, může mít volba CST vážné nepříznivé následky. Její praktikování bylo označeno za šarlatánství. Lékařský výzkum nenašel žádné důkazy o tom, že by CST nebo kraniální osteopatie přinášely nějaký zdravotní prospěch. Může být škodlivá, zejména pokud se používá u dětí nebo kojenců. Základní předpoklady CST jsou mylné a praktici CST vytvářejí u stejných pacientů protichůdné a vzájemně se vylučující diagnózy.

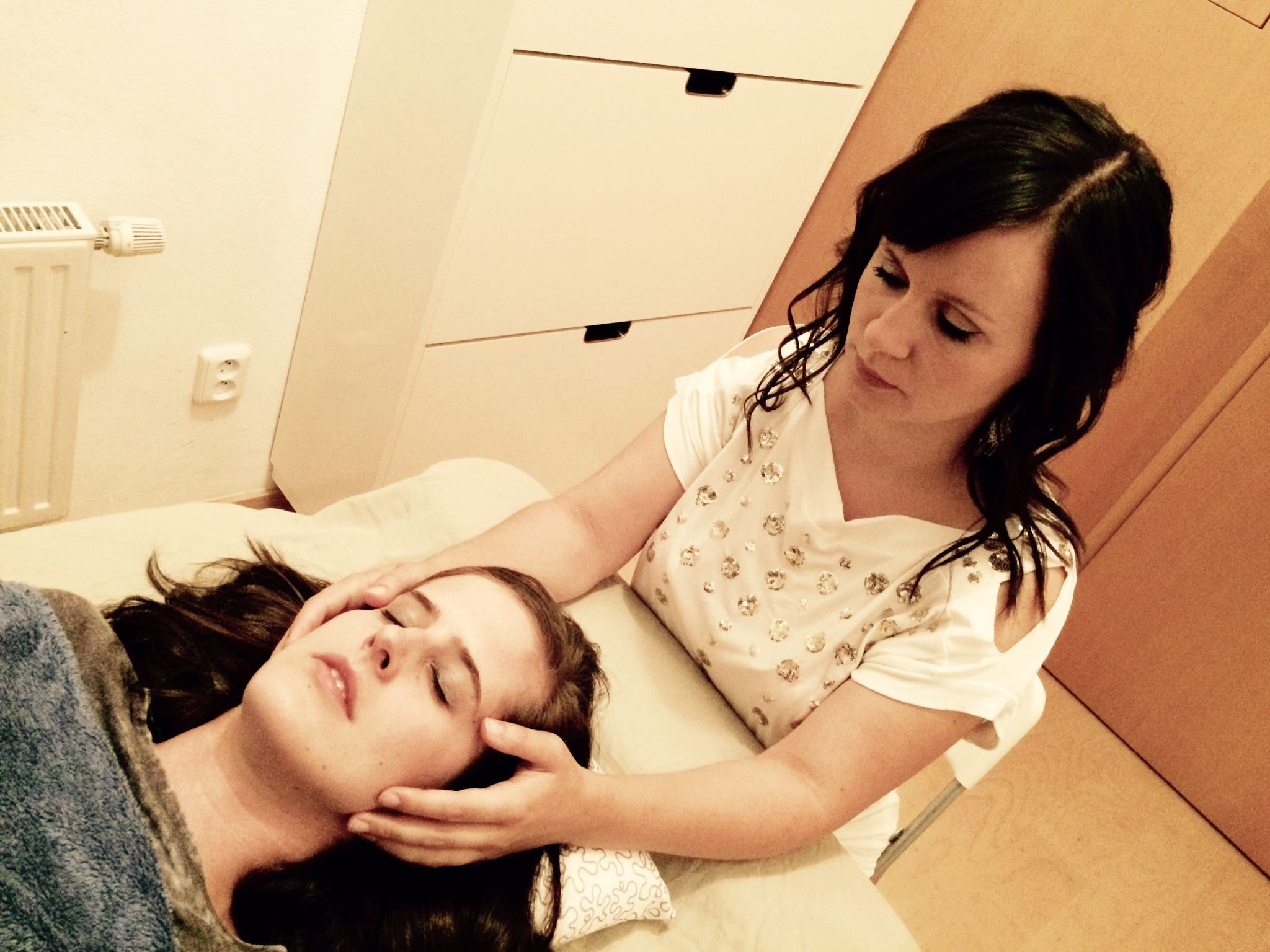
Kraniosakrální biodynamické ošetření

Podle Americké společnosti pro rakovinu sice CST může zmírnit příznaky stresu nebo napětí, ale „dostupné vědecké důkazy nepodporují tvrzení, že kraniosakrální terapie pomáhá při léčbě rakoviny nebo jakéhokoli jiného onemocnění“. Podobného hodnocení se dostalo i kraniální osteopatii, přičemž v jedné práci z roku 1990 bylo konstatováno, že pro žádné z tvrzení praktiků, které práce zkoumala, neexistuje vědecký základ. Edzard Ernst napsal: „Každý, kdo trochu rozumí fyziologii, anatomii atd., chápe CST jako čirý nesmysl.“
V říjnu 2012 provedl Edzard Ernst systematický přehled randomizovaných klinických studií kraniosakrální terapie. Došel k závěru, že „představa, že CST je spojena s něčím víc než jen s nespecifickými účinky, není založena na důkazech z přísných randomizovaných klinických studií“. Konkrétně k tomuto závěru Ernst na svém blogu napsal, že zvolil tuto formulaci jako „zdvořilý a vědecký způsob, jak říct, že CST je podvod“. Ernst také poznamenal, že kvalita pěti ze šesti studií, které přezkoumával, byla „žalostně nízká“, což je názor, který odráží recenzi ze srpna 2012, která zaznamenala „střední metodologickou kvalitu zahrnutých studií“..

Ernst kritizoval systematický přehled z roku 2011, který provedli Jäkel a von Hauenschild, za zahrnutí observačních studií a zahrnutí studií se zdravými dobrovolníky. Tento přehled dospěl k závěru, že důkazní základna týkající se kraniosakrální terapie a její účinnosti je slabá a skládá se ze studií s různorodým designem. Autoři tohoto přehledu konstatovali, že dostupné důkazy nejsou dostatečné pro vyvození jasných závěrů.
Důkazní základna pro CST je slabá a chybí jí prokázaný biologicky věrohodný mechanismus. Vzhledem k absenci přísných, dobře navržených randomizovaných kontrolovaných studií se jedná o pseudovědu a její praktikování je šarlatánstvím. Testy ukazují, že praktici provádějící CST ve skutečnosti nedokážou identifikovat údajný kraniosakrální puls a různí lékaři dosáhnou u stejného pacienta různých výsledků. Myšlenku kraniosakrálního rytmu nelze vědecky podložit.